# Амундсен (ледник)
Ледникът Амунсен (на английски: Amundsen Glacier) е голям долинен ледник в Западна Антарктида, Земя Едуард VІІ, Бряг Амундсен с дължина 128 km, ширина 6 – 10 km. Води началото си от Антарктическото плато на около 2000 m надморска височина, в района платото Нилсен. „Тече“ на север между хребетите на планината Куин Мод, част от Трансантарктическите планини. От ляво (от запад) се подхранва от по-малките ледници Норвегия, Девилс, Мофет, Бауман и др., а от дясно (от изток) – от ледниците Еплер, Годел и др. „Влива“ се в южната част на шелфовия ледник Рос.
Ледникът Амундсен е открит през ноември 1929 г. от ръководителят на американската антарктическа експедиция (1928 – 30) Ричард Бърд по време на полета му със самолет към Южния полюс. През декември същата година е изследван и топографски заснет от полевата партия на американската експедиция водена от геолога Лорънс Гулд, който наименува големия ледник в чест на великия норвежки полярен изследовател Руал Амундсен
- Топографска карта на горната част на ледника Амундсен
- Топографска карта на долната част на ледника Амундсен